# 古巴哈瓦那广播电台
古巴哈瓦那广播电台（西班牙語：Radio Habana Cuba）是古巴的国际广播电台，在1961年5月1日开始广播。目前使用西班牙语、英语、法语、葡萄牙语、阿拉伯语、克丘亚语、世界语、瓜拉尼语和海地克里奥尔语用中波和短波播音，广播节目有效覆盖大西洋、北美洲、中美洲、南美洲和欧洲地区。

## 历史
早在1958年，活跃于马埃斯特腊山脉中反对富尔亨西奥·巴蒂斯塔政权的古巴革命游击队员领导者之一切·格瓦拉就提出了建立一个国际广播的想法。电台最终在1961年成立，在冷战时期，这个电台经常转播苏联、朝鲜、越南等国的广播节目。另外还在1960年为自由迪克西电台向美国发射节目。在1980年代，为了抗议美国之音对古巴加强广播，古巴哈瓦那广播电台也只好增大了发射功率。
冷战结束后，电台将广播范围集中在欧洲和美洲地区，在2004年，电台的部分发射机转让给了其他电台，同年8月下旬，由于飓风“查理”的袭击，电台暂时停播。现在电台经常播放流行音乐，并负责为中国国际广播电台转播节目。